# Janice Alatoa
Janice Alatoa (ur. 30 października 1988, Port Vila) – vanuacka lekkoatletka, sprinterka, olimpijka.
W 2012 reprezentowała swój kraj na igrzyskach olimpijskich w Londynie, gdzie startowała w biegu na 100 metrów i odpadła w eliminacjach z czasem 13,60.

## Rekordy życiowe
| Dystans            | Wynik (s) | Miejsce | Data            |
| ------------------ | --------- | ------- | --------------- |
| bieg na 100 metrów | 13.45     | Cairns  | 29 czerwca 2012 |